# Nolipa István Pál
Nolipa István Pál (Pestszenterzsébet, 1907. április 17. – Budapest, 1986. december 27.) autodidakta festő.

## Életpályája
Eleinte szoba- és díszítőfestőként, később gyárimunkásként dolgozott. 1945 után az erzsébeti rendőrség vezetője lett, majd a Képző- és Iparművészeti Gimnázium igazgatói posztját töltötte be.
Nolipa önképzés által lett festő a két világháború közötti időszakban. 1937 és 1944 között tagja volt a Szocialista Művészek Csoportjának, majd a csoport újjászervezésében vett részt, egy ideig az elnöki tisztet is betöltötte. Festészetét az expresszív formaképzés és a szociális érzékenység jellemzi, mely egyben mozgalmi tevékenységgel is párosul. Jellegzetes munkás témájú képeiben van Gogh, Derkovits és Dési Huber hatását is megfigyelhetjük. 1945 után a gyakran didaktikusan felépített naivizáló képein a szocreál hurráoptimizmusa és az ország újjáépítésébe vetett hit tükröződött. Mozgalmi figurák arcképével kombinálta a kedvelt motívumait (lakótelep, ipari üzem). Az 1960-as évek végén számos naiv hiperrealista jellegű képet festett a nagyváros témája felé fordulva, külföldi utazásai, valamint az amerikai hiperrealizmus hatására. Festészetének ez utóbbi korszakában a szocreál és a naiv hiperrealizmus, csakis Nolipára rá jellemző parodisztikus formáit teremtette meg. 1986-ban SZOT-díjjal tüntették ki.

## Egyéni kiállításai
- 1946, 1948, 1959 • Műcsarnok, Budapest
- 1955 • Fényes Adolf Terem, Budapest
- 1966 • Ernst Múzeum, Budapest
- 1970, 1974 • Pesterzsébeti Múzeum, Budapest
- 1975 • Kontakta Gyár Kultúrt.
- 1975 • Kultúrház, Merinotex (PL)
- 1977 • Műcsarnok, Budapest.

## Válogatott csoportos kiállításai
- 1937–1939, 1941 • Magántisztviselők Székháza
- 1940 • Nemzeti Szalon, Budapest
- 1942 • Vasmunkások Székháza
- 1943 • Képzőművészek Új Társasága kiállítás, Nemzeti Szalon, Budapest
- 1948 • Rippl-Rónai Társaság, Nemzeti Szalon, Budapest
- 1948 • Ungerska Grafiker och Technare av idag, Stockholm (SVE)
- 1949 • Magyar Művészet, Szépművészet Múzeum, Budapest
- 1950–1951 • 1-2. Magyar Képzőművészeti kiállítás, Műcsarnok, Budapest
- 1952 • Tavaszi Tárlat, Műcsarnok, Budapest
- 1958 • Magyar forradalmi művészet, Moszkva
- 1959 • Magyar forradalmi művészet, Peking
- 1964 • Szocialista Művészek Csoportja, Műcsarnok, Budapest
- 1965 • Magyar képzőművészek a fasizmus ellen, Magyar Nemzeti Galéria, Budapest
- 1975 • Mezőgazdaság a képzőművészetben, Mezőgazdasági Múzeum, Budapest

## Művei közgyűjteményekben
- Fővárosi Képtár, Budapest
- Magyar Nemzeti Galéria, Budapest
- Pesterzsébeti Helytörténeti Múzeum, Budapest